# Харрис, Мик
Майкл Джон Харрис (англ. Michael John Harris; обычно известен и указывается как Мик Харрис (Mick Harris), реже — М. Дж. Харрис (M. J. Harris), род. 12 октября 1967) — британский музыкант.
Творческий путь Мика Харриса начался в 1980-х годах, когда он был барабанщиком, работающим с различными грайндкор и панк-рок музыкальными коллективами (особенно с передовым грайндкор коллективом Napalm Death), как барабанщику, ему часто приписывают заслугу популяризации бласт-бита, который стал основной составляющей большинства экстремальной металлической и грайндкор музыки. Со средины 1990-х годов Мик Харрис работал в основном в электронной и эмбиент музыке, главными его проектами являются Scorn и Lull. В соответствии с Allmusic «деятельность Харриса, связанная с объединением жанров, многое сделала для того, чтобы взбудоражить умы, ожидания, и колоссальные массы аудиторий, ранее настойчиво державшихся в оппозиции.»

## Истоки и Napalm Death
Мик Харрис дебютировал вторым барабанщиком в коллективе Napalm Death, к которому он присоединился после того, как один из основателей, барабанщик Майлз Рэтледж по прозвищу «Крыса» (Miles «The Rat» Ratledge) покинул коллектив в ноябре 1985 года. Первое живое выступление с коллективом состоялось 18 января 1986 года, которое являлось вступительным к выступлению музыкального коллектива Amebix, играющего в стиле краст-панк. Мик Харрис был движущей силой в период выхода дебютного альбома Scum и второго альбома — From Enslavement to Obliteration, в котором его ураганный звук, достиг своего прекрасного, подобного хаосу состояния. Последующая рецензия в панк/инди фэнзине об альбоме From Enslavement to Obliteration была таковой: «Это звучит так, будто кто-то буквально палит из полностью автоматической винтовки, в то время как басист и гитарист стараются не отставать».
После издания EP Mentally Murdered, Napalm Death начал интересоваться более дэт-метал сценой, и его звучание начало отдаляться от британской грайнкор сцены. В это время Бил Стёр (Bill Steer) и Ли Дориан (Lee Dorrian) покидают коллектив из-за творческих разногласий, позднее, Мик Харрис становится единственным членом неспокойного коллектива, который остался после ряда последовательных замен, впоследствии покинувший его в 1991 году, сразу же после тура в честь выхода альбома Harmony Corruption.
Будучи в Napalm Death, Мик Харрис также играл на ударных в коллективах Doom и Extreme Noise Terror и принимал участие в побочном музыкальном проекте Defecation с Митчем Харрисом (Mitch Harris), который выпустил два альбома, Purity Dilution и Intention Surpassed, изданные лейблом Nuclear Blast, хотя Мик Харрис принимал участие в создании только первого альбома.

## После Napalm Death

### Scorn
После ухода из Napalm Death, Мик Харрис вместе с первым басистом/главным вокалистом основывает музыкальный проект Scorn. Scorn выпустил несколько хорошо принятых альбомов и EP, являющих собой уникальную смесь экспериментального хэви-металла, электронной музыки и дарк-даба. Буллен покинул Scorn в 1995 году, однако Мик Харрис продолжал издавать альбомы под псевдонимом Scorn, исследуя территории минималистического, индустриального хип-хопа, фокусируясь на чрезмерно низких и мощных басовых частотах. Работы Харриса предзнаменовали повальное увлечение дабстепом в средине 2000-х годов. Так как люди склонны давать имена чему угодно, о Scorn часто говорят как о родоначальнике музыки в стиле дарк-хоп. После двух альбомов в этом стиле, всё ещё изданных на лейбле Earache Records, который, казалось, не совсем понимал что делать с этим новым стилем, пути Scorn и Earache разошлись, приведя его к несколько кочевому существованию с этого времени. Scorn связан с KK Records, Invisible Records, Hymen и с совсем недавнего времени с важнейшим американским лейблом драм-н-бейс направления OHM Resistance, с которым Мик Харрис ранее имел связи относительно других своих проектов. В 2007-м году OHM Resistance издала первый альбом, состоящий из материала, созданного за пять лет, ограниченным количеством 12-дюймовых винилов, который был включен в более поздние работы, изданные на таких лейблах, как английский Combat Records и Record Label Records. 25 мая 2010 года мир увидел выпуск самого нового альбома под псевдонимом Scorn, «Refuse; Start Fires», опять таки выпущенного на OHM Resistance. Этот новейший альбом Scorn-а является первым студийным релизом со времён Ника Буллена, в котором на многих композициях с Миком был представлен ещё один музыкант, приглашённый в качестве барабанщика.

### LULL
Почти одновременно с проектом Scorn, Мик основал LULL, музыкальный безритмовый проект в стиле дарк-эмбиент. Хотя он был не таким плодотворным и популярным, как Scorn, кое-кто может утверждать, что этот проект по своему был влиятельным. LULL был в центре музыкального движения, так называемого изоляционизма, к которому относились такие личности, как, например, Томас Кёнер. Под этим псевдонимом, Мик Харрис выпустил полноформатные альбомы на лейблах Sentrax и Release Entertainment (часть Relapse), наряду с различными релизами на 7-дюймовых пластинках и компиляциями, большинство из которых позднее были собраны и переизданы на лейбле Manifold Records. После нескольких лет бездействия, LULL вернулся с ремиксом на композицию Франциски Бауман, изданным на лейбле Soleilmoon Recordings, музыкальной композицией, созданной для компиляции «Nekton Falls», изданной на трёх дисках на лейбле Celestial Dragon, а также альбомом Like a Slow River, изданным на CD на лейбле Glacial Movement Records.

### Painkiller
Приблизительно в то же время, когда Мик Харрис покинул Napalm Death, он подписал контракт с Джоном Зорном, который хотел создать новую группу состоящую из Зорна, Харриса и Била Ласвелла в качестве басиста. Это трио было названо Painkiller — фри-джаз-экстремально-металлическое трио. Группа выпустила три успешных альбома с начала и до середины девяностых. Guts of a Virgin и Buried Secrets были изданы на лейбле Earache Records, и в большинстве своём состояли из коротких, агрессивных композиций, иногда напоминавших Napalm Death, но с включением сакса Джона Зорна и баса Била Ласвелла, а также всего опыта, который оба имели позади.